# 王美恭
王美恭，回族人，中华人民共和国政治人物。
担任工业劳模。1954年，当选第一届全国人民代表大会代表。